# Класификация на коренното население на Америките
Класификацията на коренното население на Америките е базирана на географски, културен и езиков принцип. До идването на европейците на територията на двете Америки, в течение на хилядолетия са се развивали множество културни форми и различия, породени главно от природните дадености. Поради по-голямото струпване на индианското население впоследствие учените са обособили няколко основни индиански области, които имат плаващи граници. Според местообитанието си в дадена област коренните народи се различавали не само културно, а и в социално и битово отношение, както и по принадлежността си към различните езикови семейства и групи. Границите на тези културни области не са точно определени. Народи, живеещи на границата на две или повече области, споделяли еднакви културни елементи и начин на живот.

## САЩ, Канада, Гренландия и Северно Мексико
В САЩ и Канада учените често класифицират коренното население в десет географски културни региона или области като Гренландия е част от Арктическия регион.

### Арктика
- Алеути
- Инуити (Ескимоси, Инупиак, Юпики)
  - Нетсилик
  - Иглулик

### Субарктика
- Ахтна (Атна) – Аляска
- Атикамеку (Тет дьо Бол) – Квебек
- Беотук – Нюфаундленд
- Беър Лейк (Сахту готине)
- Бийвър (Дане За, Дуне За, Ца тине) – Албърта, Британска Колумбия
- Догриб
- Ингалик (Дег хитан, Дег хинаг) – Аляска
- Инну – Квебек
  - Монтанаи
  - Наскапи
- Йелоунайф – Северозападни територии
- Кашка – Юкон, Британска Колумбия
- Кариер (Дакелх) – Британска Колумбия
- Колчан (Горни Кускукуюм) – Аляска
- Коюкон – Аляска
- Кутчин (Гуичин, Тукут, Лочеукс) – Аляска, Юкон
- Крий – Квебек, Онтарио, Манитоба, Албърта
  - Ийст Майн крий
  - Уест Майн крий
  - Уестърн Уудс крий
- Монтани
- Оджибуей  от Големите езера до Залива Хъдсън.
  - Северни оджибуей
  - Салтьо
- Секани – Британска Колумбия
- Слейв
- Тагиш – Юкон, Британска Колумбия
- Талтан – Британска Колумбия
- Тсетсаут – Британска Колумбия
- Тучоне
- Танаина (Денаина) – Аляска
- Танана
- Холикачук (Иноко) – Аляска
- Хеър (Каучотине)
- Хан – Аляска, Юкон
- Чилкотин (Тсилкотин) – Британска Колумбия
- Чипеуян – Северозападна територия, Манитоба, Алберта, Съскачиуан

### Северозападно Крайбрежие
- Алси
- Бела Бела (Хейлтсук) – Британска Колумбия
- Бела Кула (Нухалк) – Британска Колумбия
- Гитксан
- Ияк – Аляска
- Калапуя
- Клатскани – Орегон
- Куакиутл – Британска Колумбия
- Куалхиокуа – Орегон
- Куйлеут – Вашингтон
- Кус
- Мака – Вашингтон
- Нисгаа (Нисга)
- Нутка – Остров Ванкувър
- Оуикеньо
- Силец – Орегон
- Такелма
- Тиламук – Орегон
- Тлингит – Аляска, Юкон, Британска Колумбия
- Тутутни
- Толоуа
- Хаихаи
- Хайда – Острови Кралица Шарлот
- Хайсла – Британска Колумбия
- Цимшиан – Аляска, Британска Колумбия
- Чинук – Орегон, Вашингтон
- Чимакум – Вашингтон
- Крайбрежни салиши
  - Северни крайбрежни салиши
    - Комокс – Остров Ванкувър
    - Пентлач – Остров Ванкувър
    - Сечелт

  - Централни крайбрежни салиши
    - Клалам – Остров Ванкувър, Вашингтон
    - Нуксак – Вашингтон, Британска Колумбия
    - Скуомиш
    - Халкомелем – Британска Колумбия
    - Северни Стрейтс
      - Лумми
      - Саанич
      - Самиш
      - Семиахму
      - Сонгиш
      - Сук

  - Южни крайбрежни салиши (Пюджет Саунд Салиши) – Вашингтон
    - Северни Лушудсид
      - Кикиалос
      - Куетлмамиш
      - Меикуигуилк
      - Нукачампс
      - Нууаха
      - Сдохобкс
      - Сдохокобкс
      - Долни Скаджит
      - Горни Скаджит
      - Смалиух
      - Снохомиш
      - Соук
      - Стилагуамиш
      - Суиатл
      - Суиномиш
      - Твана
      - Чубаабиш

    - Южен Лушудсид
      - Дуомиш
      - Илалкоамиш
      - Мешал
      - Нискуали
      - Нусечатл
      - Пайалуп
      - Сактамиш
      - Саммамиш
      - Сахевамиш
      - Скикомиш
      - Скопамиш
      - Скуаксин
      - Скуаитл
      - Скуиномиш
      - Смулкамиш
      - Снокуалми
      - Сотлемамиш
      - Стакталихамиш
      - Стехчас
      - Стилакум
      - Сткамиш
      - Сукуамиш
      - Тепиксин
      - Ткуакуамиш
      - Хакуабш
      - Хомамиш

  - Югозападни – Вашингтон
    - Каулиц
    - Куинолт
    - Чехалис

### Северозападно Плато
- Каюс – Орегон, Вашингтон
- Кламат – Орегон
- Кутенаи – Британска Колумбия, Айдахо, Монтана
- Модоки – Калифорния
- Молала – Орегон
- Вътрешни салиши
  - Ентиат
  - Калиспел (Панд Орей) – Британска Колумбия, Айдахо, Монтана, Вашингтон
  - Колвил
  - Синкаюс (Синкюс)
  - Кьор д'Ален (Шитсуумиш, Скитсуиш) – Айдахо, Вашингтон, Монтана
  - Лейкс (Синихт, Синиджихти) – Британска Колумбия
  - Лилует – Британска Колумбия
  - Метоу – Вашингтон
  - Неспелем
  - Оканоган – Британска Колумбия, Айдахо, Вашингтон
  - Сенпойл
  - Спокейн – Вашингтон, Айдахо, Монтана
  - Томпсън (Нтлакапамух) – Вашингтон, Британска Колумбия
  - Уеначи – Вашингтон
  - Фладхед (Битъруд салиши, Салиши) – Монтана
  - Челан – Вашингтон
  - Шусвап – Британска Колумбия
- Сахаптински народи
  - Кликитат – Вашингтон
  - Нахиямпам
  - Не персе – Вашингтон, Орегон, Айдахо, Монтана
  - Палус – Вашингтон, Айдахо
  - Чамнапам
  - Тайднапам (Горни каулиц, Тайтнапам) – Вашингтон
  - Тенино (Уорм Спрингс) – Орегон
    - Уаямпам (Уаям, Селило)
    - Тайд
    - Докспъс (Тукспуа, Джон Дей)
    - Скинпа (Скин)

  - Уола уола – Орегон, Вашингтон
  - Уанапум – Вашингтон
  - Уаюкма
  - Уматила – Орегон
  - Якима (Якама)– Вашингтон
    - Кититас (Пшуануапам, Горни якима)
- Горни чинук – Вашингтон
  - Уаско-Уишрам
  - Уатлала (Каскейдс)

### Голям басейн
- Банок
- Гошуте – Юта
- Каваису – Калифорния
- Паюти – Невада, Калифорния, Орегон, Юта, Аризона
  - Оуенс Вали паюти
  - Северни паюти
  - Южни паюти
- Чемехуеви – Аризона
- Шошони – Калифорния, Невада, Юта, Айдахо, Уайоминг
  - Западни шошони
  - Източни шошони
  - Северни шошони
- Уашо – Невада, Калифорния
- Юта – Колорадо, Юта

### Калифорния
Северозападна Калифорния
- Вилкут
- Карук
- Като
- Ийл Ривър Атабаски
  - Беър Ривър
  - Вайлаки
  - Лассик
  - Матоле
  - Нонгатл
  - Синкьоне
- Уийот
- Хупа
- Чилула
- Юрок

Североизточна Калифорния
- Ацугеви
- Ачомави

Централна Калифорния
Северна долина
- Езерни миуоки (Лейк миуок)
- Маиду
  - Конкоу
  - Нисенан
- Миуок
- Номлаки
- Патвин
- Шаста
  - Окуанучу
  - Кономиху
  - Ню Ривър шаста
- Уапо
- Уинту
- Чимарико
- Яна
  - Яхи

Южна долина
- Йокути

Централно крайбрежие
- Еселен
- Костано (Охлоне)
- Крайбрежни миуоки
- Помо
- Салинан
- Юки
- Хучном
- Крайбрежни юки

Южна Калифорния
Южно Крайбрежие
- Габриелиньо (Тонгва)
- Луисеньо
- Чумаши
  - Барбареньо
  - Инесеньо
  - Вентуреньо
  - Обиспеньо
  - Пурисименьо
  - Емигдиано
  - Куяма
  - Островни чумаши
- Купеньо
- Хуаненьо
- Дигеньо (Кумеяай, Камиа, Типаи-ипаи)

Южни пустини
- Акуаала (Паипаи)
- Кахила
- Китанемук
- Серано
- Татавиам
- Тубатулабал

### Големи равнини

#### Прерии
- Айова – Айова
- Арикара – Северна Дакота и Южна Дакота
- Канза – Канзас
- Кичаи – Тексас
- Куапо – Арканзас
- Мандани – Северна Дакота
- Мисури – Мисури, Канзас
- Омаха – Небраска
- Осейджи – Мисури, Канзас, Оклахома
- Ото – Небраска
- Понка – Южна Дакота, Небраска
- Поуни – Небраска
  - Китехаки
  - Питахауерат
  - Скиди
  - Чауи
- Уичита – Тексас, Оклахома
  - Тауакони
  - Уако
- Хидатса – Северна Дакота

#### Високи равнини
- Арапахо –
- Асинибойни – Саскачеван, Монтана, Северна Дакота
- Ацина – Монтана
- Кайови – Канзас, Тексас, Оклахома, Колорадо
- Команчи – Ню Мексико, Тексас, Оклахома
  - Куахади
  - Пенатека
  - Ямпарика
- Кроу (Абсарока) – Монтана, Уайоминг
- Липан – Колорадо, Ню Мексико, Тексас
- Прерийни апачи (Кайова–апачи) – Тексас, Оклахома, Канзас
- Прерийни крий
- Прерийни оджибуей
- Сарси – Алберта, Съскачиуан
- Сиукси – Минесота, Северна и Южна Дакота, Небраска, Уайоминг
  - Дакота (Сантии-дакота)
    - Мдевакантон
    - Вахпетон
    - Вахпекуте
    - Сиситон

  - Янктон
  - Янктонаи
  - Лакота
    - Хункпапа
    - Оохенунпа
    - Сихасапа
    - Миниконджу
    - Итазипчо (Сан Арк)
    - Сичангу (Брюле)
    - Оглала
- Стоуни – Алберта, Съскачиуан
- Тонкава – Тексас
- Чернокраки – Алберта, Съскачиуан, Монтана
  - Сиксика
  - Кайна
  - Пиегани
- Шайени – Канзас, Колорадо, Уайоминг, Монтана, Южна Дакота

### Югозапад
- Апачи
  - Чирикауа – Аризона, Ню Мексико, Сонора, Чиуауа
  - Мескалеро – Ню Мексико
  - Западни апачи – Аризона
    - Аравайпа
    - Тонто

  - Хикариля – Колорадо, Ню Мексико, Тексас
- Гуарихио
- Кавелчадум
- Каранкауа
- Кахатика
- Кахита
- Кечан (Юма) – Аризона, Калифорния
- Коауилтеки – Тексас, Мексико
- Кокопа – Сонора, Аризона
- Кончо
- Кохуана (Кахуенча)
- Майо
- Мансо – Тексас, Ню Мексико
- Марикопа – Аризона
- Мохаве – Аризона
- Навахо – Аризона, Ню Мексико, Юта
- Опата – Сонора, Аризона
- Папаго – Аризона, Мексико
- Пима – Сонора, Аризона
- Пуеблоси – Ню Мексико
  - Зуни – Аризона, Ню Мексико
  - Хопи – Аризона
  - Хемес
  - Пуебло Акома – резерват №2
  - Пуебло Зия – резерват №303
  - Пуебло Ислета
  - Пуебло Кочити
  - Пуебло Лагуна
  - Пуебло Намбе
  - Пуебло Пекос
  - Пуебло Пикури
  - Пуебло Пиро
  - Пуебло Похоаке
  - Пуебло Сандиа
  - Пуебло Сан Илдефонсо
  - Пуебло Сан Фелипе
  - Пуебло Сан Хуан
  - Пуебло Санта Ана
  - Пуебло Санта Клара
  - Пуебло Санто Доминго
  - Пуебло Сенеко дел Сюр
  - Пуебло Тано (Хано)
  - Пуебло Таос
  - Пуебло Тесуке
  - Пуебло Тигуа (Ислета дел Сюр)
- Сери
- Собайпури – Аризона
- Сума
- Тараумара
- Тепеуан
- Тобосо
- Тубари
- Хавасупаи – Аризона
- Халийкуамаи – Аризона, Калифорния
- Халчидома – Аризона, Калифорния
- Хокоме
- Хуалапаи – Аризона
- Хумано – Тексас, Ню Мексико, Мексико
- Явапаи – Аризона
- Яки – Сонора, Аризона

### Североизток
- Абенаки – Мейн, Ню Хампшир, Вермонт
- Акомак – Мериленд, Вирджиния
- Алгонкуин – Онтарио, Квебек
- Асатеаго – Мериленд
- Брадъртън
- Беър Ривър
- Венро – Ню Йорк, Пенсилвания
- Делавари – Ню Джърси, Делауеър, Ню Йорк
  - Мънси
    - Есопус

  - Унами
  - Уналактико
- Ери – Ню Йорк, Пенсилвания, Охайо, Западна Вирджиния
- Илиной – Илинойс, Уисконсин, Мисури, Айова
  - Кахокия
  - Каскаския
  - Моингуена
  - Мичигамея
  - Пеория
  - Тамароа
- Ирокези – Ню Йорк
  - Мохок
    - Канауага

  - Онайда
  - Онондага
  - Каюга
  - Сенека
    - Минго
- Кикапу – Мичиган, Уисконсин
- Коной – Мериленд, Вирджиния
- Кори – Северна Каролина
- Кроатан
- Лаврентийски ирокези
- Малисити – Ню Брънзуик, Квебек, Мейн
- Масачузет – Масачузетс
- Маскутен – Мичиган, Уисконсин
- Матабесики – Кънектикът
  - Куинипиак
  - Масако
  - Менункатук
  - Пиакуанок
  - Покуанок
  - Подунк
  - Потатук
  - Поугусет
  - Сикаог
  - Тунксис
  - Хамонасет
  - Уангунк
  - Уиантинок
- Мохикани – Ню Йорк, Кънектикът, Масачузетс
  - Стокбридж
- Мачапунга – Северна Каролина
- Маями – Индиана, Охайо, Уисконсин, Илинойс
  - Пианкашо
  - УЕА
- Меномини – Уисконсин
- Метоаки – Лонг Айлънд
  - Канарси
  - Корчауг
  - Манхасет
  - Манхатан
  - Масапекуа
  - Матинекок
  - Мерики
  - Монтаук
  - Несакуаки
  - Пачогу
  - Рокавеи
  - Секатоаг
  - Сетаукет
  - Ункечауг
  - Шинекок
- Мехерин – Северна Каролина, Вирджиния
- Микмаки – Квебек, Нова Скотия, Ню Брънзуик, Остров Принц Едуард
- Мораток
- Мохеган – Кънектикът
- Нантикок – Мериленд, Делауеър
- Нарагансет – Роуд Айлънд
- Нотоуей – Вирджиния
- Неутрал – Онтарио, Ню Йорк, Мичиган
- Ниантик – Кънектикът, Роуд Айлънд
- Ниписинг
- Нипмук – Масачузетс, Роуд Айлънд, Кънектикът
- Ноусет – Масачузетс
- Нюсиок – Северна Каролина
- Оджибуей
  - Югозападни чипеуа
  - Югоизточни оджибуей
- Отава – Онтарио, Мичиган, Уисконсин
- Памлик – Северна Каролина
- Пасамакуоди – Ню Брънзуик, Мейн
- Паспатанк
- Патуксент
- Пекуот – Кънектикът
- Пенакук – Ню Хемпшир, Масачузетс, Мейн
- Пенобскот – Мейн
- Покомоке
- Покумтук – Масачузетс
- Потауатоми – Мичиган, Уисконсин
- Потескит
- Поухатан – Мериленд, Вирджиния
  - Апоматук
  - Кискиак
  - Матапони
  - Нансемонд
  - Памунки
  - Паспахег
  - Патауомек
  - Рапаханок
  - Чесепиак
- Роанок
- Саскуеханок – Ню Йорк, Пенсилвания, Мериленд
- Сауки – Мичиган, Уисконсин, Айова
- Секотан
- Тиононтати
- Токуог
- Тускарора – Северна и Южна Каролина
- Уампаноаг – Масачузетс
- Уапингър – Ню Йорк, Кънектикът
- Уеапимиок – Северна Каролина
- Уикокомоко
- Уикомис
- Уинебаго – Уисконсин
- Фокс – Мичиган, Уисконсин, Айова
- Хатерас
- Хонниасонт
- Хурони
- Чикахомини – Вирджиния
- Чоптанк – Делауер, Мериленд
- Чоуанок – Северна Каролина
- Шахтикок
- Шоуни – Охайо, Западна Вирджиния, Пенсилвания, Тенеси, Южна Каролина, Алабама, Илинойс

### Югоизток
- Адаи
- Аис – Флорида
- Авойел – Луизиана
- Аепатаниче
- Аколаписа (Колаписа) – Луизиана, Мисисипи
- Алабама – Тенеси, Алабама, Мисисипи
- Амакана
- Апалачи – Флорида, Джорджия
- Апалачикола – Алабама, Флорида, Джорджия
- Атакапа – Луизиана, Тексас
  - Акокиса
  - Бидаи
  - Деадосе
  - Оркокиза
  - Патири
  - Тлакопсел
- Байогола – Луизиана
- Баячито – Мисисипи
- Билокси – Мисисипи
- Висела – Флорида
- Весто – Вирджиния, Южна Каролина
- Григра – Мисисипи
- Гуазоко – Флорида
- Гуал – Джорджия
- Гуаката – Флорида
- Ейеиш
- Ено (Хейноки) – Северна Каролина
- Еточоко
- Ибитупа
- Иласи – Южна Каролина
- Калуса – Флорида
- Капинан (Моктоби) – Мисисипи
- Каскинампо
- Катоба – Северна и Южна Каролина
- Кахинио
- Кадо – Луизиана, Арканзас, Тексас
  - Кадохадачо
  - Начиточес
    - Доустиони

  - Хасинаи
    - Набедаче
    - Набити
    - Надако
    - Накачо
    - Накао
    - Накогдоче
    - Насони
    - Наконо
    - Нечауи
    - Нече
    - Хаинаи
- Кейп Фир – Северна Каролина
- Кеяуви – Северна Каролина
- Киниписа – Луизиана, Мисисипи
- Коасати – Алабама, Джорджия
- Конгари – Южна Каролина
- Конча
- Кончаку
- Короа – Арканзас, Луизиана
- Крики (Мускоги) – Алабама, Джорджия
  - Атаси
  - Абика
  - Канхатки
  - Касита
  - Кеаледжи
  - Ковета
  - Коломи
  - Куса
  - Окфуски
  - Тукабаче
  - Хилиби
  - Холивахали
  - Уакокаи
  - Уиуока
  - Фусхачи
  - Юфола
- Кусабо – Южна Каролина
- Лъмби – Северна и Южна Каролина
- Луса – Флорида
- Манахок – Вирджиния
- Маяими – Флорида
- Маяка – Флорида
- Матекумбе – Флорида
- Микосуки – Джорджия, Флорида
- Мокосо – Флорида
- Монакан – Вирджиния
- Монетон – Вирджиния
- Мохетан – Вирджиния, Западна Вирджиния, Тенеси
- Мобил – Алабама
- Муголаша – Луизиана
- Мукласа
- Натчези – Мисисипи
- Наниаба
- Напочи
- Оканичи – Вирджиния
- Окелуса – Луизиана
- Окмулги – Алабама
- Окони – Джорджия
- Окчай – Алабама
- Осочи – Алабама
- Опелуса – Луизиана
- Офо (Моспелеа) – Охайо
- Уашита
- Оуиспе
- Пакана
- Пакара
- Паскагула – Мисисипи
- Пауокти – Флорида
- Пенсакола – Флорида
- Пиди – Южна Каролина
- Похой (Узита) – Флорида
- Савокли – Алабама, Флорида
- Салуда – Южна Каролина
- Санталуса – Флорида
- Сантии – Южна Каролина
- Сапони (Нахисан) – Вирджиния
- Сара – Северна Каролина
- Севи – Южна Каролина
- Семиноли – Флорида
- Сихапахо – Северна Каролина
- Сугери – Южна Каролина
- Суруке
- Сутери – Северна Каролина
- Таваса – Алабама
- Таматли – Джорджия
- Тангибао (Тангипахоа) – Мисисипи
- Тапоса
- Таенза – Луизиана
- Текеста – Флорида
- Тимукоа – Флорида, Джорджия
  - Асуера
  - Иби
  - Икафуи
  - Окале
  - Потано
  - Сатурива
  - Такатакуру
  - Утина
  - Юстага
  - Юфера
- Тиу – Мисисипи
- Тула
- Токасте – Флорида
- Токобага – Флорида
- Томахитан – Вирджиния
- Тохоме – Флорида, Алабама
- Тчутчома
- Туника – Мисисипи, Луизиана
- Тускоги
- Тутело – Вирджиния
- Уакамо – Северна и Южна Каролина
- Уиниао – Южна Каролина
- Уокон – Северна Каролина
- Уоксо – Северна и Южна Каролина
- Уотери – Северна Каролина
- Ухари
- Хеага – Флорида
- Хесе – Флорида
- Хичити – Джорджия, Флорида, Алабама
- Хобе – Флорида
- Хороро – Флорида
- Хоама – Мисисипи
- Чакато (Чатот) – Флорида, Алабама
- Чероки – Северна и Южна Каролина, Джорджия, Алабама, Тенеси
- Чиаха – Алабама
- Чикани
- Чикасо – Алабама, Мисисипи
- Чине
- Чиска – Вирджиния
- Читимача – Луизиана
  - Уаша
  - Чауаша
  - Ягенечито
- Чоила
- Чокто – Мисисипи, Алабама
- Чоула
- Шакори – Северна Каролина
- Шакчиума – Мисисипи
- Ючи – Тенеси, Северна Каролина
- Язу – Арканзас, Луизиана, Мисисипи
- Ямаси – Джорджия
- Ятаси

## Мезоамерика
- Агуакатеки
- Ацтеки
- Запотеки
- Зоко
- Казкани
- Кекчи
- Кора
- Куютеки
- Ленка
- Мазатеки
- Маи
- Мищеки
- Науатъл
- Никарао
- Оротина
- Отоми
- Пипили
- Покомам
- Пополока
- Тамаулипеки
- Тараски
- Тепехуа
- Техуали
- Тлапанеки
- Тотонаки
- Хинка
- Хуастеки
- Целтали
- Цоцили
- Чатино
- Чиапанеки
- Чинантеки
- Чолутеки
- Чонтали

## Карибски Басейн
- Араваки
- Борука
- Вото
- Куна
- Матагалпа
- Москито
- Пая
- Рама
- Сибонеи
- Силам
- Сумо
- Сигуайо
- Таино
- Таламанка

## Галерия
- Културно-географски зони на Сев. Америка
- Историческите територии на индианските племена в САЩ
- Историческите територии на народите в Аляска